# Érico Brás
Érico Brás de Oliveira (Salvador, 5 de março de 1979), é um ator, cantor, humorista e apresentador brasileiro. Conhecido pelas performances cômicas, ganhou destaque interpretando tipos malandros e mulherengos, como o Reginaldo no filme Ó Paí, Ó (2007) e na série homônima (2008–09), e o Jurandir na série Tapas & Beijos (2011–15).

## Carreira
Fez teatro de rua e trabalhou em diversas profissões até se juntar ao Bando de Teatro Olodum. Estreou na televisão com o papel do taxista Reginaldo na série Ó Paí, Ó; papel que já tinha feito no filme homônimo. Em 2011, integrou o elenco de Tapas & Beijos como Jurandir, ex-marido de Sueli (Andréa Beltrão).
No cinema, além de Ó Paí, Ó, também interpretou Agenor em Quincas Berro d'Água e no filme O Concurso fez o papel de Roberval.
Em 2013, criou no YouTube o canal Tá bom pra você?, em que recria comerciais de TV usando apenas artistas negros, como forma de questionar o racismo na publicidade.

## Filmografia

### Televisão
| Ano     | Título                          | Personagem                      | Nota                         |
| ------- | ------------------------------- | ------------------------------- | ---------------------------- |
| 2008–09 | Ó Paí, Ó                        | Reginaldo                       |                              |
| 2010    | A Grande Família                | Wagner                          | Episódio: "O Diarista"       |
| 2010    | Papai Noel Existe               | Zero Um                         | Especial de fim de ano       |
| 2011    | Tapas & Beijos                  | Jurandir dos Santos             |                              |
| 2015    | Dança dos Famosos               | Participante (11º lugar)        | Temporada 12                 |
| 2015    | Tomara que Caia                 | Vários personagens              |                              |
| 2016–19 | Zorra                           | Vários personagens              |                              |
| 2016–17 | A Lei do Amor                   | Jader Azevedo                   |                              |
| 2017    | Popstar                         | Participante (8º lugar)         | Temporada 1                  |
| 2018–19 | Escolinha do Professor Raimundo | Seu Eustáquio                   |                              |
| 2019    | Vai que Cola                    | Ru Paula                        | Episódio: "Invasão das Drag" |
| 2019-20 | Se Joga                         | Apresentador                    |                              |
| 2020    | Diário de Um Confinado          | Otávio                          | Episódio: "Festinha"         |
| 2022–23 | Mar do Sertão                   | Eudoro Aparecido (Eudoro Cidão) |                              |
| 2022    | Ivete 50 Anos                   | Apresentador                    |                              |
| 2023    | Glô na Rua                      | Apresentador                    |                              |
| 2023–24 | No Corre                        | Bolonhesa                       |                              |
| 2024    | Toda Família Tem                | Jorge Silva                     |                              |
| 2024    | Turma da Mônica - Origens       | Luiz Mário Andrade (Tio)        |                              |
| 2024-25 | Mania de Você                   | Edmilson Almeida                |                              |

### Cinema
| Ano  | Filme                      | Personagem |
| ---- | -------------------------- | ---------- |
| 2007 | Ó Paí, Ó                   | Reginaldo  |
| 2010 | Quincas Berro d'Água       | Agenor     |
| 2011 | Jardim das Folhas Sagradas | Bará       |
| 2013 | O Concurso                 | Roberval   |
| 2014 | Vestido Pra Casar          | Jean Luc   |
| 2019 | Vai que Cola 2 – O Começo  | Afrânio    |
| 2021 | L.O.C.A.                   | Jorge      |
| 2023 | Ó Paí, Ó 2                 | Reginaldo  |
| 2025 | D.P.A. 4 - O Filme         | Rei Norton |

## Prêmios e indicações
| Ano  | Prêmio                       | Categoria              | Trabalho         | Resultado | Ref.   |
| ---- | ---------------------------- | ---------------------- | ---------------- | --------- | ------ |
| 2011 | Prêmio Arte Qualidade Brasil | Melhor Ator de Seriado | Tapas & Beijos   | Venceu    | [ 11 ] |
| 2016 | Troféu Raça Negra            | Melhor Ator            | Tá bom pra você? | Venceu    | [ 12 ] |

## Ligações Externas
- Érico Brás. no IMDb.